# John Lambton, I conte di Durham
John George Lambton, I conte di Durham (Londra, 12 aprile 1792 – Cowes, 28 luglio 1840), è stato un politico inglese.

## Biografia
Era il figlio di William Henry Lambton, e di sua moglie, Lady Anne Frances, figlia di George Villiers, IV conte di Jersey. Al momento della sua nascita, suo padre stava prendendo parte attiva nella formazione e presiedere la Society of the Friends of the People. Studiò a Eton College.
Nel 1809 si arruolò nell'esercito con il grado di cornetta nel 10º reggimento degli Ussari, ma si dimise nel 1811.
In seguito alla morte del padre nel 1797, egli ereditò una fortuna immensa, derivato in gran parte dalla miniera sulle terre circostanti a Lambton Castle.

## Carriera politica
Fu eletto deputato per la Contea di Durham (1812-1828). Nel 1828 fu elevato al titolo di "barone di Durham". Quando il suocero, Lord Grey, divenne primo ministro, nel 1830, egli prestò giuramento per il Consiglio della Corona e fu nominato Lord del sigillo privato. Nel 1833 venne nominato "visconte Lambton" e "conte di Durham".
Tra il 1835 e il 1837 fu ambasciatore in Russia.

## Canada
Nel luglio del 1837 il primo ministro William Lamb, II visconte Melbourne, gli propose un incarico nelle province canadesi, attraversate da una profonda crisi, ma Lambton rifiutò. Le ribellioni esplose alla fine dello stesso anno nel Basso Canada prima e nell'Alto Canada poi spinsero Melbourne a rinnovare la sua offerta, promettendo ampi poteri. A fine maggio del 1838 il conte di Durham sbarcò in Quebec e uno dei primi problemi che dovette affrontare fu quello relativo alla sorte di 161 rivoltosi detenuti nelle carceri del Canada Inferiore in attesa di processo. Temendo che il ricorso alla pena di morte potesse fomentare altre violenze e ritenendo che affidare la decisione ad una giuria sarebbe stata un'incognita, Lambton optò per una terza via: attraverso i suoi sottoposti riuscì a convincere alcuni dei ribelli più coinvolti negli scontri ad accettare l'esilio alle Bermuda in cambio dell'ammissione di colpa; amnistiò coloro che non si erano macchiati dei delitti più gravi e decretò la pena di morte per gli animatori delle rivolte che si erano rifugiati negli Stati Uniti. In patria le sue decisioni furono pesantemente criticate da Lord Brougham, che evidenziò l'assenza di un regolare processo e che le sentenze di esilio coinvolgevano una colonia sulla quale il conte non aveva giurisdizione. Rapidamente Lambton perse l'appoggio del suo partito e quello di Melbourne, inducendolo alle dimissioni, presentate il 9 ottobre 1838. Nel gennaio dell'anno successivo venne pubblicata la sua dettagliata analisi sulla situazione delle colonie canadesi, intitolata Report on the Affairs of British North America, nota anche come Durham Report. In questo documento Lambton suggeriva l'introduzione di un "governo responsabile" e dell'unificazione delle province.

## Matrimoni

### Primo Matrimonio
Sposò, il 1º gennaio 1812, Lady Harriet Cholmondeley (?-11 luglio 1815), figlia di George Cholmondeley, I marchese di Cholmondeley. Ebbero tre figlie:
- Lady Frances Charlotte Lambton (16 ottobre 1812-18 dicembre 1835), sposò John Ponsonby, V conte di Bessborough, non ebbero figli;
- Lady Harriet Caroline Lambton (?-30 maggio 1832);
- Lady Georgiana Sarah Elizabeth Lambton (?-3 gennaio 1833).

### Secondo Matrimonio
Sposò, il 9 dicembre 1816, Lady Louisa Grey (7 aprile 1797-26 novembre 1841), figlia di Charles Grey, II conte Grey e Lady Mary Ponsonby. Ebbero cinque figli:
- Charles William Lambton (16 gennaio 1818-24 settembre 1831);
- Lady Mary Louisa Lambton (?-9 marzo 1898), sposò James Bruce, VIII conte di Elgin, ebbero tre figli;
- Lady Alice Anne Caroline Lambton (?-15 gennaio 1907), sposò John Douglas, XVIII conte di Morton, non ebbero figli;
- Lady Emily Augusta Lambton (?-2 novembre 1886), sposò William Henry Cavendish, ebbero tre figli;
- George Lambton, II conte di Durham (5 settembre 1828-27 novembre 1879).

## Morte
Morì il 28 luglio 1840, all'età di 48 anni, a Cowes, sull'Isola di Wight.

## Ascendenza
|                                     |                                       |                                                   | Genitori                                      |  |  | Nonni |  |  | Bisnonni      |  |  | Trisnonni     |  |
|                                     |                                       |                                                   |                                               |  |  |       |  |  | Ralph Lambton |  |  | Henry Lambton |  |
|                                     |                                       |                                                   |                                               |  |  |       |  |  | Ralph Lambton |  |  | Henry Lambton |  |
|                                     |                                       | Mary Davison                                      |                                               |  |  |       |  |  | Ralph Lambton |  |  |               |  |
| John Lambton                        |                                       |                                                   |                                               |  |  |       |  |  | Ralph Lambton |  |  |               |  |
|                                     |                                       | Dorothy Hedworth                                  | John Hedworth                                 |  |  |       |  |  |               |  |  |               |  |
|                                     |                                       | Dorothy Hedworth                                  | John Hedworth                                 |  |  |       |  |  |               |  |  |               |  |
|                                     |                                       | Dorothy Hedworth                                  | Anne James                                    |  |  |       |  |  |               |  |  |               |  |
| William Henry Lambton               |                                       | Dorothy Hedworth                                  |                                               |  |  |       |  |  |               |  |  |               |  |
|                                     |                                       | Thomas Lyon, VIII conte di Strathmore e Kinghorne | John Lyon, IV conte di Strathmore e Kinghorne |  |  |       |  |  |               |  |  |               |  |
|                                     |                                       | Thomas Lyon, VIII conte di Strathmore e Kinghorne | John Lyon, IV conte di Strathmore e Kinghorne |  |  |       |  |  |               |  |  |               |  |
|                                     |                                       | Thomas Lyon, VIII conte di Strathmore e Kinghorne | Elizabeth Stanhope                            |  |  |       |  |  |               |  |  |               |  |
| Susan Lyon                          |                                       | Thomas Lyon, VIII conte di Strathmore e Kinghorne |                                               |  |  |       |  |  |               |  |  |               |  |
|                                     |                                       | Jean Nicholson                                    | James Nicholson                               |  |  |       |  |  |               |  |  |               |  |
|                                     |                                       | Jean Nicholson                                    | James Nicholson                               |  |  |       |  |  |               |  |  |               |  |
|                                     |                                       | Jean Nicholson                                    | Anne Allan                                    |  |  |       |  |  |               |  |  |               |  |
| John Lambton, I conte di Durham     |                                       | Jean Nicholson                                    |                                               |  |  |       |  |  |               |  |  |               |  |
|                                     | William Villiers, III conte di Jersey | William Villiers, II conte di Jersey              |                                               |  |  |       |  |  |               |  |  |               |  |
|                                     | William Villiers, III conte di Jersey | William Villiers, II conte di Jersey              |                                               |  |  |       |  |  |               |  |  |               |  |
|                                     | William Villiers, III conte di Jersey | Judith Herne                                      |                                               |  |  |       |  |  |               |  |  |               |  |
| George Villiers, IV conte di Jersey | William Villiers, III conte di Jersey |                                                   |                                               |  |  |       |  |  |               |  |  |               |  |
|                                     |                                       | Anne Egerton                                      | Scroop Egerton, I duca di Bridgewater         |  |  |       |  |  |               |  |  |               |  |
|                                     |                                       | Anne Egerton                                      | Scroop Egerton, I duca di Bridgewater         |  |  |       |  |  |               |  |  |               |  |
|                                     |                                       | Anne Egerton                                      | Elizabeth Churchill                           |  |  |       |  |  |               |  |  |               |  |
| Anne Frances Villiers               |                                       | Anne Egerton                                      |                                               |  |  |       |  |  |               |  |  |               |  |
|                                     |                                       | Philip Twysden, vescovo di Raphoe                 | William Twysden, V baronetto                  |  |  |       |  |  |               |  |  |               |  |
|                                     |                                       | Philip Twysden, vescovo di Raphoe                 | William Twysden, V baronetto                  |  |  |       |  |  |               |  |  |               |  |
|                                     |                                       | Philip Twysden, vescovo di Raphoe                 | Jane Twisden                                  |  |  |       |  |  |               |  |  |               |  |
| Frances Twysden                     |                                       | Philip Twysden, vescovo di Raphoe                 |                                               |  |  |       |  |  |               |  |  |               |  |
|                                     |                                       | Frances Carter                                    | Thomas Carter                                 |  |  |       |  |  |               |  |  |               |  |
|                                     |                                       | Frances Carter                                    | Thomas Carter                                 |  |  |       |  |  |               |  |  |               |  |
|                                     |                                       | Frances Carter                                    | Mary Claxton                                  |  |  |       |  |  |               |  |  |               |  |
|                                     |                                       | Frances Carter                                    |                                               |  |  |       |  |  |               |  |  |               |  |